# Bertho II. von Leibolz

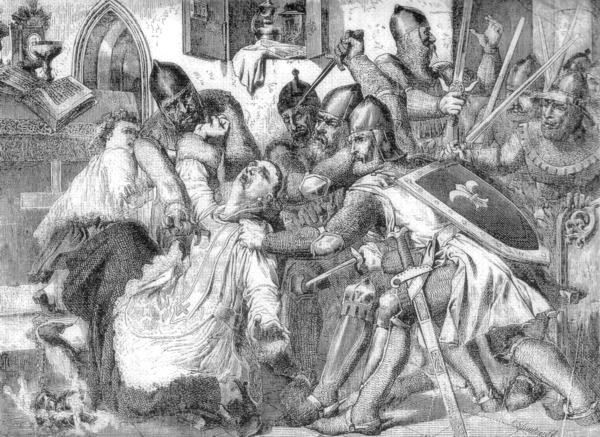
Darstellung der Ermordung Berthos II. (von C. Sonnetzer)

Bertho II. von Leibolz († 18. März 1271 in Fulda) war von 1261 bis 1271 Fürstabt des Klosters Fulda. Bevor Bertho II. Abt im Reichsfürstenstand wurde, übte er das Amt des Propstes auf dem Petersberg aus.

## Abbatiat 1261–1271
Bertho II. wurde im Jahre 1261, nach dem Tode Heinrichs IV. von Erthal, zum Fürstabt von Fulda erwählt. Während des so genannten Interregnums herrschte in weiten Teilen des Reichs und auch im Machtbereich der Abtei Fulda das Fehdewesen. Lehnsabhängige Adlige und auch Ministeriale waren bestrebt, mehr Unabhängigkeit von der Abtei zu erlangen.
Wie sein Vorgänger Heinrich IV. bekämpfte Bertho II. energisch das Raubrittertum. Er verbündete sich mit dem Thüringer Landgrafen Heinrich von Meißen gegen die Raubritter, die sogar vor Übergriffen auf Jakobspilger nicht zurückgeschreckt hatten. In der Folge ließ er Breitenbach bei Hersfeld, Geisa in der thüringischen Rhön und Lauterbach im Vogelsberg befestigen. Lauterbach wurde damals fuldische Bastion und erhielt am 16. März 1266 Stadtrechte und eine Burg mit fuldischer Besatzung.

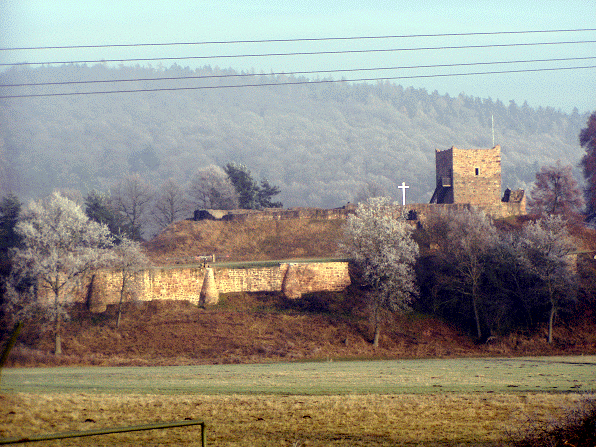
Burg Wartenberg

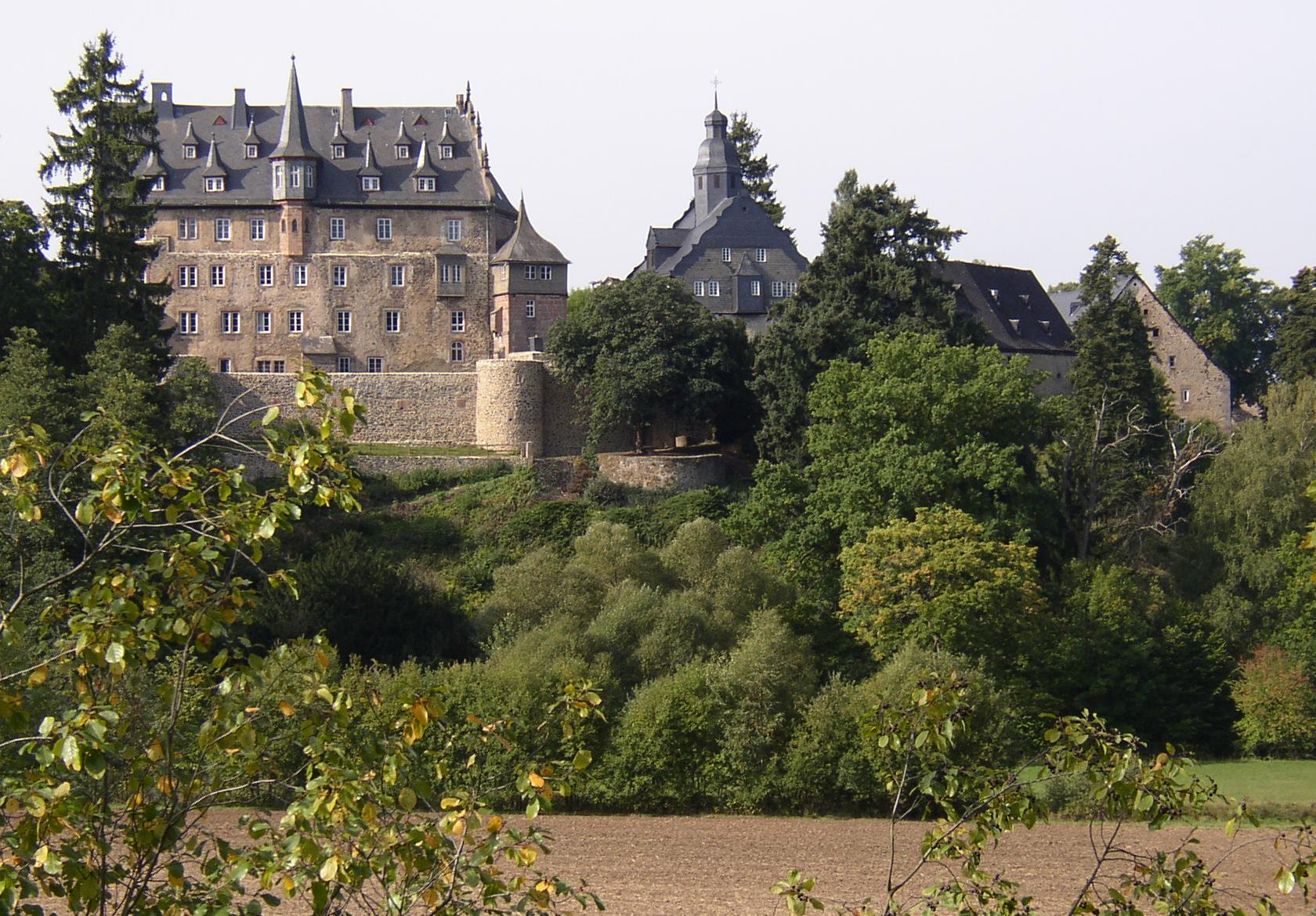
Schloss Eisenbach

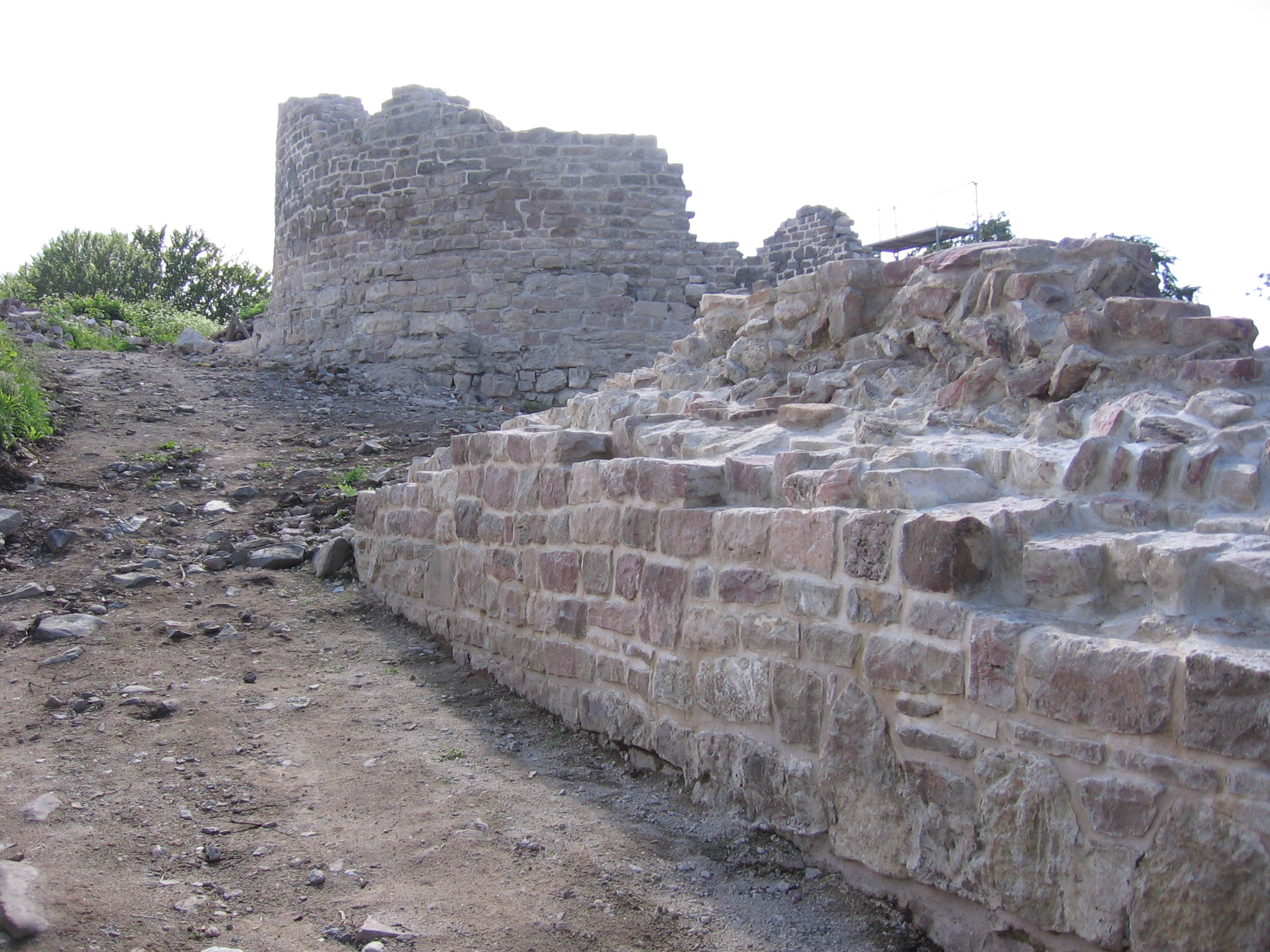
Burg Osterburg

Ferner zerstörte oder eroberte er 15 Burgen seiner Gegner zwischen Rhön und Vogelsberg, darunter:
- Burg Blankenwald (bei Blankenau)
 Die Burg der Herren von Blankenwald, einer Seitenlinie der Herren von Schlitz, galt im 13. Jahrhundert als eines der gefürchtetsten Raubritternester des Fuldaer Landes. Bertho II. ließ die Burg im Jahre 1264 erstürmen und schleifen. Reste der ehemaligen Burganlage sind heute noch feststellbar.
- Burg Wartenberg (bei Angersbach)
 Der Klostervogt, Graf Gottfried V. von Ziegenhain, suchte sein Territorium auf Kosten des Abteigebietes zu vergrößern und erhob sich 1265 zusammen mit seinen Untervögten, einschließlich der Herren von Wartenberg, gegen den Abt. Mit Hilfe eines Heerhaufens von Bauern gelang es Bertho II., Graf Gottfried und die aufrührerischen Adligen zu besiegen und dabei auch die Burg Wartenberg zu zerstören. Er diktierte einen strengen Frieden. In dem Vertrag mit den Brüdern von Wartenberg vom 16. März 1266 verlieh er dem Dorf Lauterbach die Stadtrechte, um den Wartenbergern ein Gegengewicht entgegenzustellen. Der Abt ließ zum Schutz eine Stadtmauer und eine neue Burg in Lauterbach errichten. Die Burg Wartenberg aber durfte nie wieder aufgebaut werden, weil sie zu nahe an der Abtei lag.
- Burg Niederschlitz (bei Schlitz)
 Die Burgscheitelmotte der Herren von Schlitz im Tal der Schlitz wurde 1265 von dem fuldischen Abt zerstört und nicht wieder aufgebaut.
- Schloss Eisenbach (bei Lauterbach)
 Die Burg wurde im Jahr 1269 von Bertho II. nach einem Schiedsspruch geschleift, aber innerhalb von zehn Jahren durch die Lehnsritter von Eisenbach wieder aufgebaut. Nach dem Aussterben der Familie Eisenbach bekamen die Riedesel, Freiherrn zu Eisenbach, Erbmarschälle von Hessen, 1429 das Lehen.
- Burg Cappela (bei Grebenau)
 Die Ziegenhainische Burg zerstörte er 1269, kurz nachdem Eisenbach geschleift wurde, weil sich dort Raubritter verschanzt hatten und sie zu dicht an Burg Herzberg lag.
- Burg Rockenstuhl (bei Geisa)
 Bereits im 12. Jahrhundert wurde durch das Kloster Fulda die Burg Rockenstuhl auf dem gleichnamigen Berg errichtet und als Lehen an die 1185 erstmals erwähnten Ministerialen von Rockenstuhl gegeben. Nachdem sich 1265 einige der Burgmannen gegen das Kloster verschworen hatten und sich in der Burg verschanzten, ließ Bertho II. die Burg belagern und erobern. 1271 wurde die Burg zerstört. Das herrschaftliche Gebäude auf dem Rockenstuhl wurde aber offenbar bald wieder aufgebaut und kam als Lehen in den Besitz der Grafen von Henneberg.[1]
- Burg Frankenstein (bei Bad Salzungen)

Die Herren von Frankenstein waren schon im 12. Jh. Ministeriale des Klosters Hersfeld. Im Zuge der Kämpfe um die Territorialherrschaft belagerten im Jahr 1265 fuldische Truppen die Burg und zerstörten sie. Heinrich von Frankenstein durfte seinen Besitz zwar behalten, verschuldete sich aber beim Wiederaufbau. Im darauffolgenden Jahr stiftete er zur Sühne das Kloster Allendorf.
In den alten Quellen wird noch der „Vorberg“ bei Geisa erwähnt, möglicherweise handelt es sich um die Burg Bocksberg. Eventuell ist auch die Osterburg bei den Kämpfen um Bischofsheim zerstört worden. Dass er die  Burg Schwarzenfels zerstört hat, taucht lediglich in der Fuldaer Chronik des Apollo v. Vilbel auf. Der Fuldaer Chronist Brouwer berichtet im Jahr 1612 von fünfzehn zerstörten Burgen, führt aber nicht alle auf. Zeitlich passend, aber nicht belegbar sind auch die Seeburg bei Schlitz und die Burg Morsberg bei Rasdorf. Die verbleibenden und mit eigenen Leuten besetzten Burgen sicherten einen weiträumigen Bereich um die Abtei und die naheliegenden Propsteien, der weitestgehend den heutigen Kreisgrenzen Fuldas entspricht.

## Ermordung
Bertho II. versuchte Vermögensrückforderungen des Klosters Fulda durchzusetzen, die nach Auffassung der Ritter auf gefälschten Urkunden beruhten. Die Empörung darüber und über die Hinrichtung Hermanns von Ebersberg sowie andere Zumutungen gipfelten schließlich darin, dass Bertho II. am 18. März 1271 von mehreren buchonischen Rittern und einigen seiner Ministerialen unter der Führung von Giso von Steinau in der von Bertho erbauten Fuldaer Jakobskapelle während der Feier der heiligen Messe ermordet wurde. Die Täter schlugen Bertho nieder und töteten ihn mit 26 Messerstichen. Dann flohen sie nach Steinau (bei Fulda). Die Mörder überlebten die Tat nicht lange. Der nachfolgende Fürstabt Bertho III. von Mackenzell ließ sie aufspüren, und sie wurden Weihnachten in der Kirche zu Kirchhasel „niedergemetzelt“. Lediglich die beiden Ebersberger wurden laut Überlieferung in Frankfurt nach einem Richtspruch des Kaisers gerädert.

## „Abt Fingerhut“
Weder bei Brouwer noch bei Schannat oder in alten Urkunden taucht diese Bezeichnung auf. Kurioserweise hat sich durch eine Randnotiz in einer frühen Ausgabe von 1829 der Buchonia von Johann Joseph Schneider der Beiname Fingerhut verfestigt, obwohl die Schlitzer Chronik, auf die er sich bezieht, nicht mehr auffindbar ist. Statt von einem einfachen Namenszusatz auszugehen, wie er zu der Zeit üblich war (Eisenbach genannt Riedesel, Schutzbar genannt Milchling etc.) und eine Herkunft der Familie aus dem Raum Fritzlar oder Gelnhausen anzunehmen, wo der Name noch heute zu finden ist, wurde aus dem „kühnen, kräftigen Mann“ (wieder Schneider, 1840) ein Zwerg – niemand geringeres als Ludwig Bechstein dichtete ihm schon im Jahr 1842 die kurze Gestalt an. Ab da nahm der größte Burgenzerstörer des Fuldaer Landes unversehens geschrumpft seinen Weg in zahlreiche Chroniken, Reiseführer und Romane.

## Weblink
- Leibolz, Bertho II. von. Hessische Biografie. (Stand: 7. Juni 2024). In: Landesgeschichtliches Informationssystem Hessen (LAGIS).